# Tha Alkaholiks
Tha Alkaholiks – hip-hopowy zespół muzyczny pochodzący z Los Angeles, w stanie Kalifornia. Grupa była aktywna w latach 1992–2006. Ostatni skład tworzyli J-Ro (właśc. James Robinson, ur. w 1970 r. w Los Angeles w Kalifornii), Tash (właśc. Rico Smith, ur. w stanie Ohio, USA) i DJ E-Swift (właśc. Erie Brooks, ur. w stanie Ohio).

## Historia
Źródło.
Mimo nieprzychylnych uwag na temat nazwy i zakazów występowania pod nią na terenie szkół, Tha Alkaholiks zyskali dużą popularność. J-Ro już jako trzynastolatek postanowił zostać raperem. Zamiast siedzieć w szkole, a później w pracy, spędzał niezliczone godziny w swojej sypialni, próbując nagrań. Ostatecznie połączył siły z dwoma wspólnikami, którzy już wcześniej świadczyli usługi na prywatnych imprezach.
Tha Alkaholiks natknęli się na Kinga Tee, który poszukiwał właśnie zespołu towarzyszącego i wzięli udział w nagrywaniu płyty Tha Triflin' Album oraz pojawili się na singlu „I Got It Bad Y'AH". Właśnie dzięki niemu rozpoczęła się kariera Tha Alkaholiks, którzy przyjęli taką nazwę, przystając na propozycję Kinga Tee. Dalsze występy u boku Ice Cube'a, KRS-One i Too Shorta dały muzykom okazję doszlifowania swoich umiejętności przed żywą publicznością.
Debiutancka płyta pt. 21 & Over wydana w 1993 r. rozeszła się w ponad 200 tys. egzemplarzy. Drugi album Coast II Coast (1995) został doceniony także przez krytyków, którym do gustu przypadł zwłaszcza sposób rymowania zespołu.

## Dyskografia
Źródło.
Albumy studyjne
- 21 & Over (1993)
- Coast II Coast (1995)
- Likwidation (1997)
- X.O. Experience (2001)
- Firewater (2006)

Single
- „Make Room“ (1993)
- „Likwit“ (1994)
- „Daam“ (1995)
- „The Next Level“ (1995)
- „Hip-Hop Drunkies“ (1997)
- „Likwidation“ (1997)
- „Best U Can“ (2001)